# Sīāh Val
Sīāh Val (persiska: سياوَل, سِياوِل, سياه ول, Sīāval) är en ort i Iran.   Den ligger i provinsen Lorestan, i den centrala delen av landet, 300 km sydväst om huvudstaden Teheran. Sīāh Val ligger 1 449 meter över havet och antalet invånare är 266.
Terrängen runt Sīāh Val är varierad.Runt Sīāh Val är det ganska tätbefolkat, med 129 invånare per kvadratkilometer. Närmaste större samhälle är Dorūd, 2,1 km sydväst om Sīāh Val. Trakten runt Sīāh Val består till största delen av jordbruksmark.